# لواء قصبة الطفيلة
لواء قصبة الطفيلة هو تقسم إداري ثاني يتبع محافظة الطفيلة جنوب الأردن، مركزه مدينة الطفيلة.  بلغ عدد سكانه في عام 2009 حوالي 52,150 نسمة.

## التقسيم الإداري
يضم هذا  اللواء البلدات والمناطق التالية: الطفيلة، العين البيضا، العيص، عيمة،  الحسين ، عابل، النمتة، أبو بنا،  شيظم، السلع،  أرحاب،  اضباعة،  مجادل،  صوبميح،  عفرا،  عابور،  تلعة حسين،  المعطن،  البربيطة،  اللعبان.